# Carl Emil Dahlerup
Carl Emil Dahlerup (født 31. oktober 1813 i Hillerød, død 21. juli 1890 i Odense) var en dansk embedsmand. Han havde examen artium fra 1831, og var cand.jur. fra 1836. Han var fogedfuldmægtig i Hillerød 1836–1841, regnskabsleder i Odense 1841–1849, kommandant og amtmand på Færøerne 1849–1861, og herredsfoged i Danmark fra 1861. Dahlerup var medlem af Landstinget for Færøerne 1855–1863 som uafhængig.

## Familie
Han var af embedsmandsslægten Dahlerup fra Jylland som søn af tjenestemand i vejvæsenet, hospitalsforstander og postmester Hans Jensen Dahlerup og hustru Vilhelmine Marie Birch. Broderen Verner Dahlerup blev professor i nordiske sprog, og flere af de andre brødre blev præster og jurister. Søsteren Sophie var gift med overlæge og professor i medicin Ole Bang. Moderen var søster til faderens første hustru, Sophie Marie Birch, som døde i 1799. Fra faderens første ægteskab havde Carl flere halvsøskende.
Han giftede sig i 1850 med Anna Cathrine (Tine) Lucie Schram. Hun var datter af den norskfødte Andreas Lorentzen Schram, som i kaldet som hjælpepræst ved det københavnske døvstummeinstitut blev den første i Danmark til at føre døvstumme elever frem til konfirmationen; senere fik han en mismodig tilværelse som sognepræst på Sejerø. Carl og Tine fik to børn: Sønnen Vilhelm Dahlerup blev officer i Den Kongelige Livgarde. Datteren Oluffa blev gift med fabrikant Søren Christian Brandt i Odense, og drev Brandts Klædefabrik videre efter hans død i 1905, og blev således en betydelig forretningskvinde. En biografi om Oluffa som også skildrer opvæksten på Færøerne og forholdet til faderen, blev udgivet af hendes oldebarn Charlotte Langkilde i 2016.